# Rie van Veen
Maria (Rie) Thuis-van Veen (Rotterdam, 11 februari 1923 – 1995) was een Nederlands zwemster, die gespecialiseerd was in de vrije slag. Ze zwom bij de Rotterdamsche Dames Zwemclub en nam deel aan de Europese kampioenschappen van 1938.

## Biografie

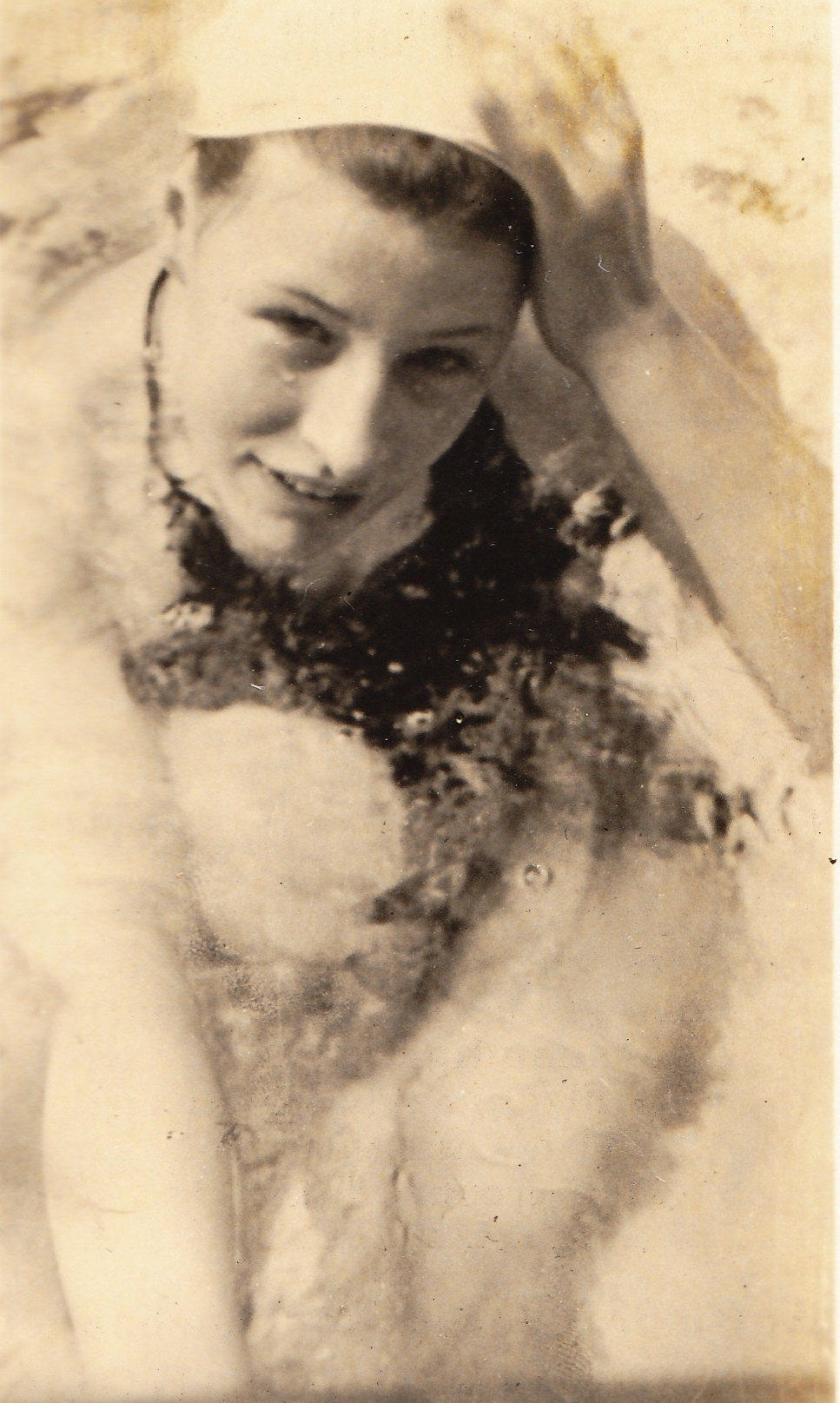
Van Veen in 1938

Van Veen, destijds pas vijftien jaar oud en lid van de Rotterdamsche Dames Zwemclub (RDZ), werd in één klap beroemd toen ze op 26 februari 1938 het wereldrecord op de 200 meter vrije slag op haar naam zette. Ze was een jaar eerder al opgemerkt door de sportjournalisten toen ze de nationale titel op de 100 meter vrije slag won. Het meisje bleek geen eendagsvlieg: tussen 1938 en 1942 behaalde ze vijf jaar achtereen de Nederlandse titel op zowel de 100 meter als op de 400 meter vrije slag.
Ze werd in 1938 afgevaardigd naar de Europese kampioenschappen in Londen. Daar won ze drie medailles, twee keer zilver (individueel op de 400 meter vrije slag en met het Nederlandse team op de estafette) en één keer brons (op de 100 meter vrije slag).
De Rotterdamse was houdster van de Nederlandse records op de 200 meter, 800 meter en 1000 meter borstcrawl. Gezien de oorlogsjaren konden de Olympische Spelen (die aanvankelijk waren toegewezen aan Tokio) in 1940 niet doorgaan en zodoende kreeg ze ook geen kans om op olympisch niveau te excelleren.
Ze ging nog even door met zwemmen, maar haar sportieve carrière kwam uiteindelijk met haar huwelijk tot een einde. Van Veen trouwde op 27 mei 1943 met de Haarlemse zwemtrainer Arie Thuis en beëindigde kort daarna haar zwemcarrière.
Eind april 1944 werd Van Veen, inmiddels woonachtig in Haarlem, moeder van een zoon. Deze zoon werd later, net als zijn ouders dus, ook actief in de zwemsport en kwam uit voor de Zwemclub Haarlem. Ze had nog twee kinderen en een jonggestorven dochtertje (1946-1948). Van Veen overleed in 1995.

## Erelijst
- Nederlands kampioen: 1937, 1938, 1939, 1940, 1941, 1942.